# Modern Music
Modern Music es el cuarto álbum de estudio de la banda de rock inglesa Be-Bop Deluxe. Fue publicado el 10 de septiembre de 1976 a través de Harvest/EMI Records.

## Grabación y producción
Modern Music fue el primer álbum de Be Bop Deluxe que presentó una formación idéntica, formada por Bill Nelson (guitarras, teclados y voces), Simon Fox (batería), Charlie Tumahai (bajo y coros) y Andy Clarke (teclados). El álbum fue grabado entre junio y julio de 1976 en los estudios Abbey Road y fue producido por el vocalista y líder de la banda Bill Nelson y el productor e ingeniero John Leckie.

## Relanzamientos
Modern Music fue relanzado en 1981 en los Estados Unidos en vinilo y casete. Modern Music fue publicado por primera vez en CD a través de EMI Records el 26 de julio de 1991 en Japón como parte de Progressive Rock Series e incluía 3 bonus tracks. El 25 de junio de 2008, el álbum fue relanzado en Japón por Harvest Records junto con los otros cuatro álbumes de estudio de Be-Bop Deluxe. En 2019,  Modern Music se convirtió en el tercer álbum de la banda en ser ampliamente reeditado por Esoteric Recordings. Publicada como una caja recopilatoria de edición limitada de 2×CD y 4×CD+DVD, contenía una versión remasterizada del álbum, una remezcla de 2019, una grabación en vivo en el Hammersmith Odeon previamente publicado, BBC in Concert, y una actuación inédita en el Riviera Theatre de Chicago, Illinois, grabado en marzo de 1976 para Radio FM.

## Recepción de la crítica
Un escritor no especificado de la revista Cashbox escribió: “El título de este álbum es acertado; la música es ciertamente sofisticada, pero completamente accesible. Be-Bop se está convirtiendo rápidamente en algo más que un grupo con una audiencia de culto fanático; se está corriendo la voz. [...] Se debe dar crédito a la producción de Bill Nelson y John Leckie por la limpieza de cada corte”. El crítico de AllMusic, William Ruhlmann, escribió: “Los arreglos todavía eran ornamentados, pero las canciones estaban dominadas por sus letras altamente imaginativas y, en la mayoría de los casos, Nelson tomaba prestadas ideas de The Beatles”.
En su reseña en retrospectiva para Louder Than War, Ian Canty comentó: “Modern Music fue otra salida de calidad para Be-Bop Deluxe y esta nueva edición le hace justicia. El álbum original suena bien, [pero] los nuevos remixes van un paso más allá”. El crítico de Now Spinning Magazine, Chris Wright, describió el álbum como “la máxima expresión de Be Bop como una banda de rock razonablemente convencional”. Pete Pardo de Sea of Tranquility calificó la nueva mezcla estéreo como “completa y brillante, dando una nueva claridad a una grabación ya magistral”. Nick James de God Is in the TV declaró: “Esta versión revitalizada del álbum posee un sonido más claro con unos graves más completos; por el contrario, la única forma de describir la mezcla original es confusa en comparación. Decir que sería la diferencia entre comer tiza y queso no estaría muy lejos de la realidad. La nueva mezcla ha añadido velocidad a las pistas y, como resultado, escucharlas a través de auriculares es una experiencia mucho más placentera”.

## Lista de canciones
Todas las canciones escritas y compuestas por Bill Nelson. 
| Lado uno |                                     |          |  |
| N.º      | Título                              | Duración |  |
| 1.       | «Orphans of Babylon»                | 3:15     |  |
| 2.       | «Twilight Capers»                   | 4:25     |  |
| 3.       | «Kiss of Light»                     | 3:11     |  |
| 4.       | «The Bird Charmers Destiny»         | 1:21     |  |
| 5.       | «The Gold at the End of My Rainbow» | 3:53     |  |
| 6.       | «Bring Back the Spark»              | 3:41     |  |

| Lado dos |                                        |          |  |
| N.º      | Título                                 | Duración |  |
| 1.       | «Modern Music»                         | 3:41     |  |
| 2.       | «Dancing in the Moonlight (All Alone)» | 2:10     |  |
| 3.       | «Honeymoon on Mars»                    | 1:22     |  |
| 4.       | «Lost in the Neon World»               | 0:47     |  |
| 5.       | «Dance of the Uncle Sam Humanoids»     | 2:12     |  |
| 6.       | «Modern Music (Reprise)»               | 1:39     |  |
| 7.       | «Forbidden Lovers»                     | 5:03     |  |
| 8.       | «Down on Terminal Street»              | 3:59     |  |
| 9.       | «Make the Music Magic»                 | 1:57     |  |

## Posicionamiento
| Gráfica (1976)                | Pico de posición |
| ----------------------------- | ---------------- |
| Reino Unido (UK Albums Chart) | 12               |

| Gráfica (2019)                            | Pico de posición |
| ----------------------------------------- | ---------------- |
| Reino Unido (UK Independent Albums Chart) | 33               |